# Władysław Reymont

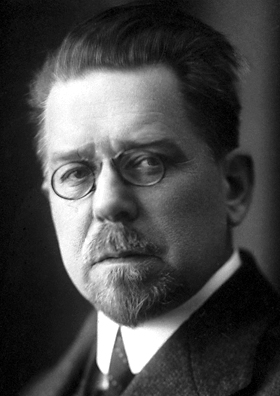
Władysław Reymont (1924)

Władysław Stanisław Reymont, eigentlich Stanisław Władysław Rejment, auch Władysław Reymont (* 7. Mai 1867 in Kobiele Wielkie bei Radomsko; † 5. Dezember 1925 in Warschau), war ein polnischer Schriftsteller, Prosaist und Novellist und einer der Hauptvertreter des Realismus (mit Einflüssen aus dem Naturalismus). Er gehörte zur Bewegung Młoda Polska (Junges Polen). Zu seinem Nachlass zählen neben seinen Hauptwerken auch Gedichte. 1924 erhielt er für seinen vierbändigen, nach Jahreszeiten unterteilten Roman Die Bauern den Literatur-Nobelpreis.

## Leben

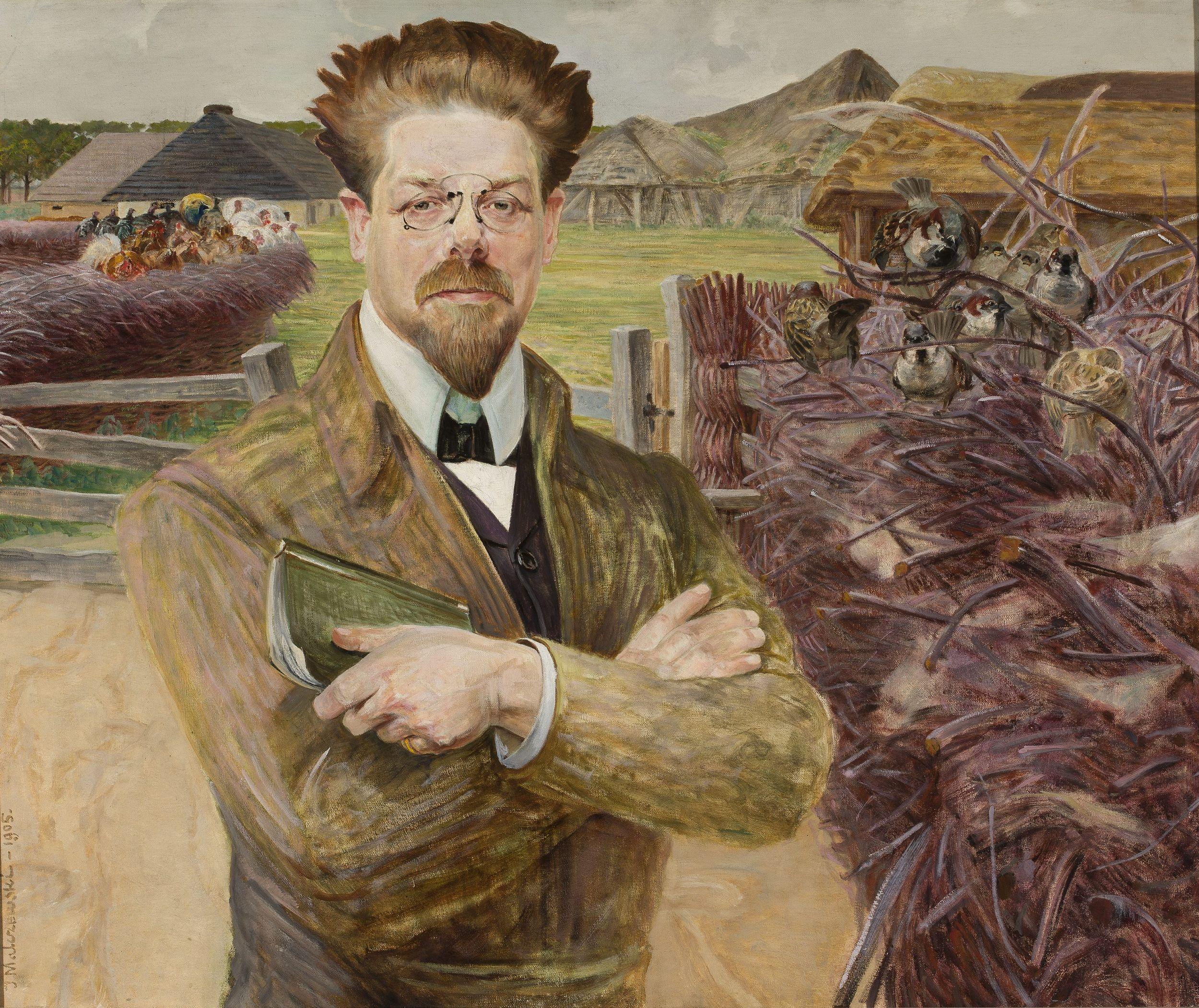
Porträt Reymonts von Jacek Malczewski (1905)

Władysław Reymonts Vater Józef Rejment war Kantor bei einer Pfarrei, bei der er zugleich für Zivilstandbücher und die Korrespondenz des Pfarrers mit den russischen Behörden zuständig war. Seine Mutter Antonina (geb. Kupczyńska) stammte vom Krakauer Adelsstand ab; ihr wurde großes Erzähltalent zugeschrieben. Reymont war das sechste von neun Kindern.
Ein Jahr nach Reymonts Geburt erwarb die Familie in Tuszyn, einem Dorf 20 km südlich der Industriestadt Łódź, ein Stück Land, wo Reymont sich mit der Mutter und einigen älteren Geschwistern in den folgenden Jahren oft aufhielt, während der Vater weiterhin in Kobielo Wielkie wirkte.
Reymont verweigerte sich dem Wunsch der Eltern, ebenfalls Kantor zu werden. Er beendete die Schulausbildung vorzeitig, wechselte mehrfach Beruf und Wohnort und reiste viel durch Polen und Europa. Er absolvierte die Warschauer Sonntagsschule für Handwerker. In den Jahren 1880 bis 1884 machte er eine Lehre zum Schneider in Warschau. Ab 1882 schrieb er erste Gedichte.
In den Jahren 1884 bis 1888 war er als Schauspieler in lokalen Wandertruppen tätig, anschließend (von 1888 bis 1893) war er als subalterner Mitarbeiter bei der Warschau-Wiener Eisenbahn beschäftigt. Er arbeitete u. a. in Rogów und Lipce. 1890 starb seine Mutter. 1894 ließ sich Reymont in Warschau als Schriftsteller nieder und lebte von seiner literarischen Tätigkeit.

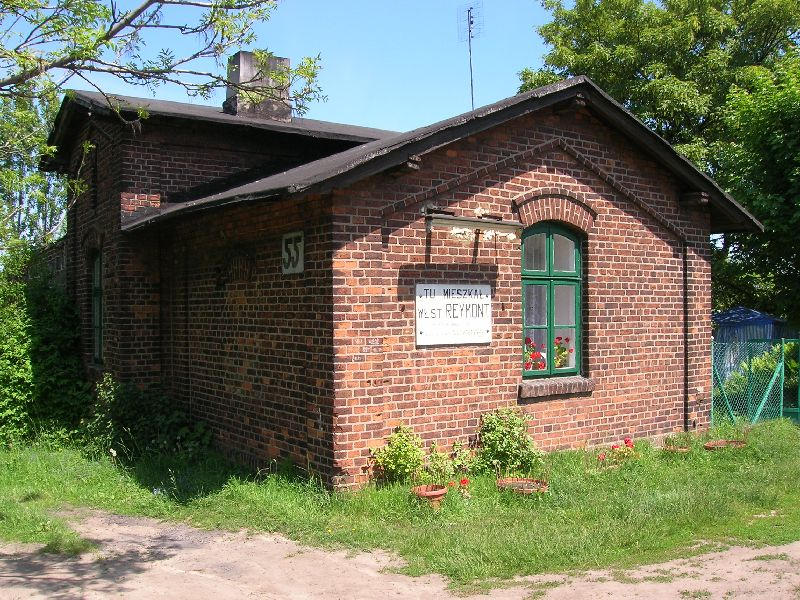
Reymonts Haus in Lipce Reymontowskie

Am 13. Juli 1900 verunglückte Reymont bei einem Eisenbahnunfall. Er wurde mit zwei gebrochenen Rippen ins Krankenhaus gebracht. Der mit Absicht verfälschte ärztliche Bericht diagnostizierte zwölf gebrochene Rippen und andere körperliche Verletzungen und bezweifelte, ob Reymont weiterhin zu seiner geistigen Arbeit fähig sein werde. Die folgende hohe Entschädigung von 38.500 Rubel brachte Reymont finanzielle Unabhängigkeit. Er heiratete am 15. Juli 1902 Aurelia Szabłowska (geb. Schatzschnejder) in Krakau, die Trauung fand in der Karmeliterkirche statt. Im selben Jahr starb Reymonts Bruder Franciszek.
1920 kaufte Reymont ein Landgut in Kołaczkowo bei Września. Władysław Reymont wurde 1924 für den Roman Die Bauern mit dem Nobelpreis für Literatur geehrt. Zu den Mitbewerbern gehörten u. a. Stefan Żeromski und Thomas Mann.
Er starb am 5. Dezember 1925 in Warschau und wurde am 9. Dezember auf dem Powązki-Friedhof in der „Aleja Zasłużonych“ („Allee der Verdienten“) begraben. Sein Herz wurde in einen Pfeiler der Heilig-Kreuz-Kirche in Warschau eingemauert.

## Auszeichnungen, Gedenken

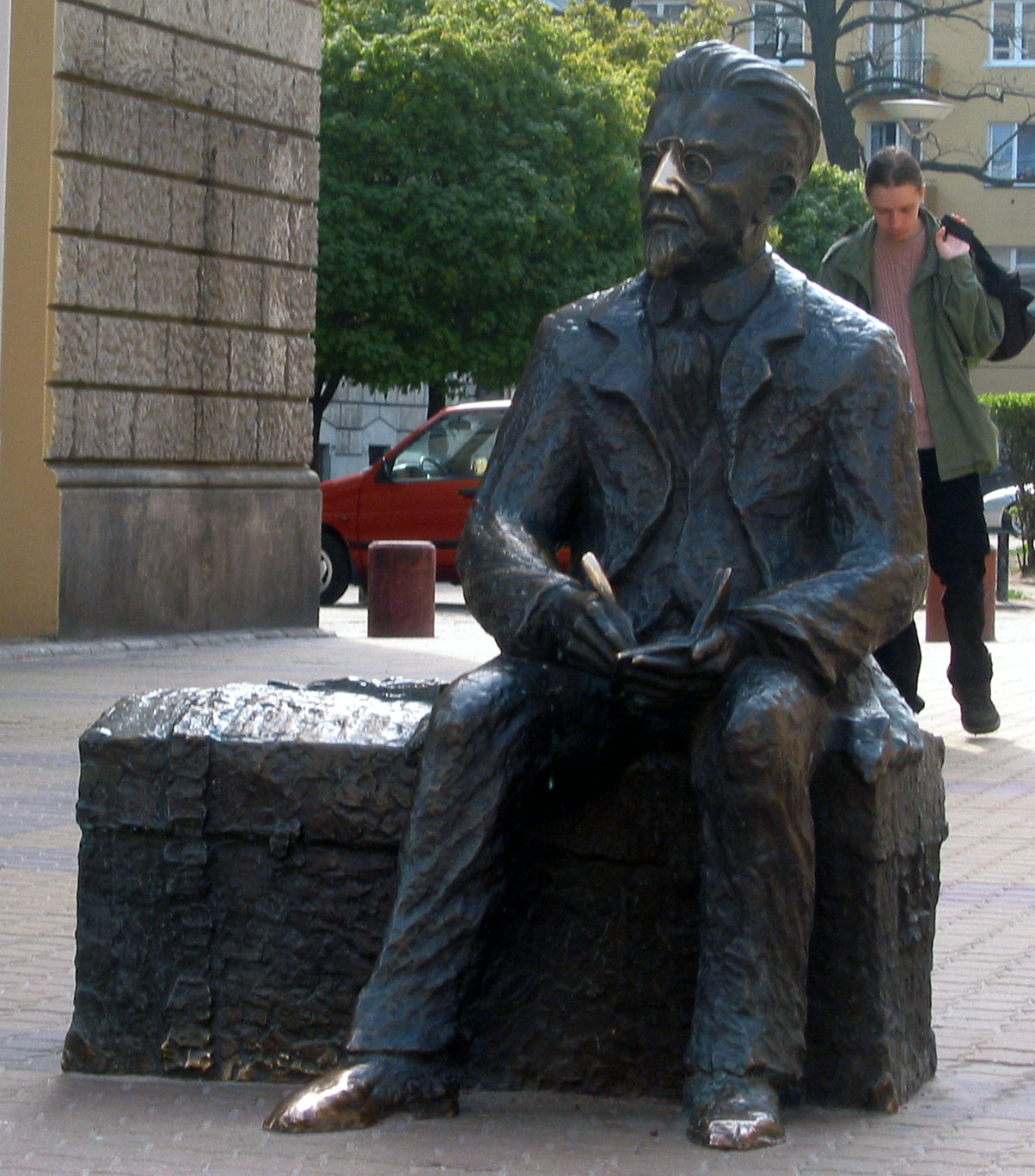
Reymont-Denkmal in Łódź

- Komtur des Ordens Polonia Restituta (1921)
- Nobelpreis für Literatur (1924)
- Großkreuz des Ordens Polonia Restituta (1924)
- Kommandeur der Ehrenlegion

Der Sejm der Republik Polen rief das Jahr 2000 zum offiziellen Reymont-Jahr aus.
Zu Ehren Reymonts wurde der Flughafen der Stadt Łódź 2005 nach ihm Władysław-Reymont-Flughafen benannt.

## Romane
Reymonts Werke sind in ihrer Thematik und literarischen Form sehr vielfältig. Sie sind oftmals von gesellschaftskritischen Sichtweisen bestimmt und tragen teild satirische Züge.

### Das gelobte Land(Ziemia obiecana)
Die Idee zu Das gelobte Land kam Reymont im Jahre 1896. Handlungsort ist die damals zum Zarenreich gehörende, ihre wirtschaftliche Blütezeit erlebende Stadt Lodz mit ihren dortigen Erscheinungsformen des Kapitalismus. Reymont verglich Łódź mit einem Monstrum, das die einfachen Leute zerstöre und die erfolgreichen Besitzer zum psychischen Wahnsinn treibe. Der Roman erzählt von einem Polen (Karol Borowiecki), einem Deutschen (Max Baum) und einem Juden (Moryc Welt), die sich alle drei mit dem Mechanismus des Geld-Machens beschäftigen. Die unterschiedlichen Abstammungen und Traditionen trennen die drei Männer nicht – ganz im Gegenteil, die Freunde nutzen diese Unterschiede, um wirksam zu handeln und sich gegen die Konkurrenz durchzusetzen. Gemeinsam eröffnen sie eine Fabrik, denn das gemeinsame Interesse verbindet sie und lässt sie zur Gruppe der Lodzermenschen dazugehören. Der Roman wurde 1897–1898 zuerst in Fortsetzungen in der Warschauer Zeitung Kurier Warszawski publiziert. und
Das gelobte Land übt Gesellschaftskritik und ist ein politisches Manifest. Das naturalistisch gezeichnete Bild der Stadt und ihrer Einwohner gilt als Beispiel für Reymonts Anti-Urbanisierungshaltung. Neben seiner Liebe zur Natur wird in dem Werk das bäuerliche Leben mit seinen Traditionen und seinem Wertesystem aufgezeigt.

### Die Bauern(Chłopi)
Die Bauern ist ein Roman in vier Teilen (Herbst – Winter – Frühling – Sommer), entstanden 1901–1908. Das Buch stellt das Leben der Bauerngemeinschaft dar. Es ist in einer volkstümlichen Sprache verfasst. Das Leben der Bauern, die in Lipce wohnen, wird von der Natur bestimmt. Das Bestellen des Ackers, Sitten und Bräuche, wie auch der sozial-ökonomische Wandel auf dem Lande und der damit verbundene Streit üben Einfluss auf das Leben der Bauern aus und bilden den Hintergrund des Romans. Im Vordergrund steht eine Liebesaffäre der jungen, schönen und leidenschaftlichen Jagna, der Ehefrau des reichen Landwirtes Maciej Boryna, mit seinem Sohn Antek. Nach dem Tod von Maciej Boryna, der an der Spitze des Bauernwiderstandes stand, wird Jagna angeprangert und von der Bauerngesellschaft vertrieben. Sie verfällt in Wahnsinn; Antek übernimmt den Bauernhof seines Vaters.

### Die Empörung(Bunt)
Reymonts letzter Roman, Die Empörung, wurde 1922 zuerst in Fortsetzungen im polnischen Magazin Tygodnik Illustrowany publiziert und ist 1924 als Buch erschienen. Er hebt sich von seinen früheren Werken stark ab und verbindet Elemente aus Märchen und Dystopie. Es wird der Widerstand der Tiere gegen die Menschen dargestellt. Der Aufstand der Tiere beginnt mit der Verkündung einer Parole über Gleichheit, Gerechtigkeit und das Streben nach allgemeinem Glück und endet mit einem Massaker und der Vernichtung. Der Roman galt als Terrorparabel, denn er erinnerte an die Oktoberrevolution, die Reymont im Zeitraum von fünf Jahren, vom Beginn bis zur Entstehung des Romans, beobachtete. Aus ideologischen Gründen fiel der Roman in der Volksrepublik Polen der Zensur zum Opfer und geriet in Vergessenheit. Er wurde 2004 im polnischen Verlag Fronda neu aufgelegt. Eine Neuauflage der deutschsprachigen Ausgabe erschien im Mai 2017 zu Reymonts 150. Geburtstag im Westhafen Verlag (ISBN 978-3-942836-12-8, mit einem Nachwort von Martin Pollack).

## Politische Schriften
1905 wurde Władysław Reymont Zeuge revolutionärer Ereignisse, des Generalstreiks und der Demonstrationen in Warschau, nachdem Zar Nikolaus II. das Verfassungsmanifest erlassen hatte. Er beschrieb diese u. a. in Blätter aus dem Notizbuch (Kartki z notatnika) in der 45. Nummer der Illustrierten Wochenzeitschrift. Die Sammlung seiner Erinnerungen aus dieser Zeit verfasste er unter dem Titel Aus den konstitutionellen Tagen. Notizen (Z konstytucyjnych dni. Notatki). Bis zum Ausbruch des Ersten Weltkriegs 1914 war Reymont Mitglied des „Volksbundes vor 1914“. Im Verlauf eines Briefwechsels mit dem Oberbefehlshaber der russischen Armee, dem Fürsten Nikolai Nikolajewitsch Romanow, verfasste Reymont am 14. August 1914 eine Danksagung. Darin kündigte er an, dass das Blut der polnischen und russischen Söhne gegen den gemeinsamen Feind vergossen werde. Dies solle als größte Garantie des Friedens und der Freundschaft im neuen Leben der slawischen Völker gelten.

## Werke

### Romane
- Die Komödiantin (Originaltitel: Komediantka), 1896. Die Komödiantin. 5. Auflage. Verlag der Nation, Berlin 1973, DNB 740366483 (ins Deutsche übersetzt von Albert Klöckner). (Wikisource, polnisch) In englischer Übersetzung. Abgerufen am 14. Februar 2022 (Project Gutenberg).

- Die Herrin (Fermenty), 1897. Die Herrin. 2. Auflage. Verlag der Nation, Berlin 1971, DNB 575806893 (übersetzt von Albert Klöckner, illustriert von Heinz Handschick). (Wikisource, polnisch)

- Lodz, das gelobte Land (Ziemia obiecana), 1897–1898 (Wikisource, polnisch; in deutscher Sprache. In: babel.hathitrust.org. Abgerufen am 14. Februar 2022 (in den USA gemeinfrei).)

- Die Bauern (Chłopi), 1902–1908. Die Bauern: Herbst - Winter - Frühling - Sommer. Hofenberg/Contumax, Berlin 2017, ISBN 978-3-7437-1910-1 (übersetzt von Jean Paul d' Ardeschah).

- Der Träumer (Marzyciel), Romanskizze, 1908 (Wikisource, polnisch)

- Der Vampir (Wampir), 1911. Der Vampir. Rudolph, Hamburg 2010, ISBN 978-3-941670-07-5 (übersetzt von Leon Richter). Online. Abgerufen am 13. Februar 2022 (Projekt Gutenberg).  (Wikisource, polnisch)

- Das Jahr 1794 (Rok 1794), 1914–1919, Trilogie, Gemeinschaftsausgabe mit dem Wydawnictwo Literackie, Kraków. (Wikisource, polnisch)
  - Band 1: Ostatni Sejm Rzeczypospolitej; deutsch: Der letzte polnische Reichstag (auch Die verratene Republik), historischer Roman, übersetzt von Albert Klöckner. Verlag der Nation, Berlin 1971, DNB 740147315. Online. Abgerufen am 13. Februar 2022 (Projekt Gutenberg).
  - Band 2: Nil desperandum; deutsch Sterne in der Nacht, historischer Roman, übersetzt von Albert Klöckner. Verlag der Nation, Berlin 1972, DNB 730267962.
  - Band 3: Insurekcja; deutsch Der Aufstand, historischer Roman, übersetzt von Albert Klöckner. Verlag der Nation, Berlin 1974, DNB 750163569.

- Die Empörung/Die Revolte (Bunt), 1922 (Wikisource, polnisch)

### Novellen und Erzählungen (Auswahl)
- Der Tod (Śmierć), 1894 (Wikisource, polnisch) Online. Abgerufen am 13. Februar 2022 (Projekt Gutenberg).
- Spotkanie, 1897
- Lily: Eine erbärmliche Idylle (Lili : żałosna idylla), 1899
- Sprawiedliwie, 1899 Online. Abgerufen am 13. Februar 2022 (Projekt Gutenberg).
- In der Herbstnacht (W Jesienną Noc), 1900 Online. Abgerufen am 13. Februar 2022 (Projekt Gutenberg).
- Przy robocie, 1903 (Wikisource, polnisch)
- Weihnachtslegende (Legenda wigilijna), 1903 (Wikisource, polnisch)
- Der Schneesturm (Burza), 1907 (Wikisource, polnisch) Online. Abgerufen am 13. Februar 2022 (Projekt Gutenberg).
- Pewnego dnia…, 1907 (Wikisource, polnisch)
- Ostatni, 1907 (Wikisource, polnisch)
- Tomek Baran, 1907 (Wikisource, polnisch) Online. Abgerufen am 13. Februar 2022 (Projekt Gutenberg).
- Dziwna opowieść, 1908
- W polu, 1915 (Wikisource, polnisch)
- Przysięga. Nowele, Sammlung von Novellen, 1917 (Eide [Przysięga] – Zabiłem – Pielgrzymka do Jasnej Góry – Jaśkowe ambicye – Komurasaki – Wspomnienie; Wikisource, polnisch)
- Przysięga Kościuszki, 1917 (polnisch auf Wikimedia Commons)
- Za Frontem, Sammlung von Erzählungen, 1919 (Na Niemca! – Pęknięty dzwon – Orka – Dola – Wołanie – I wynieśli – Za frontem – Echa – Skazaniec; Wikisource, polnisch)
- Na zagonie, Sammlung von Erzählungen, 1923 (W jesienną noc – Entwurzelt [W porębie] – Das Volksgericht [Sąd] – Suka – Śmierć – Zawierucha – Tomek Baran – Legenda wigilijna – Szczęśliwi – Pewnego dnia; Wikisource, polnisch)

- Entwurzelt (W porębie), Novelle Online. Abgerufen am 13. Februar 2022 (Projekt Gutenberg).
- Das Volksgericht (Sąd), Novelle, Online. Abgerufen am 13. Februar 2022 (Projekt Gutenberg).

- Osądzona. Dwie opowieści, zwei Erzählungen, 1923 (Osądzona, Księżniczka; Wikisource, polnisch)
- Legenda, 1924 (Wikisource, polnisch)
- Na krawędzi, Sammlung von Erzählungen, 1925 (Na krawędzi – Z konstytucyjnych dni – Cmentarzysko – Zabiłem – Czekam – Franek – Vor Sonnenaufgang [Przed świtem]; Wikisource, polnisch)
- Krosnowa i Świat, Sammlung von Novellen, 1928 (Przedmowa – Pracy! – Idylla – Lekcja życia – Wigilja wygnańców – Adeptka – Dwa spotkania – Krzyk – Powrót – Historja, któraby się mogła stać – Z wędrówek Haruna Al Reszyda – Wspomnienia z lat dziecięcych – Powrót – Spowiedź – Seans – Wojenko, wojenko, cóżeś ty za pani! – Gęsiarka; Wikisource, polnisch)
- Nowele, Novellensammlung (Spotkanie, Cień, Oko w oko, Franek, Suka, Szczęśliwi; Wikisource, polnisch), 1930
- Z Ziemi Chełmskiej; W pruskiej szkole; Senne dzieje, 1931 (Wikisource, polnisch)
- Ave Patria, Sammlung von Erzählungen, 1932 (Ave Patria, Burza, Tęsknota, W palarni opjum, Sielanka, Los toros; Wikisource, polnisch)

### Nicht-Fiktionales (Auswahl)
- Eine Wallfahrt nach Jasna Góra (Pielgrzymka do Jasnej Góry), 1895
- Z ziemi polskiej i włoskiej, 1925 (Wikisource, polnisch)

## Verfilmungen
Die Bauern
Siehe: Die Bauern (Reymont)#Verfilmungen.
Das gelobte Land
- Ziemia obiecana, 1927, Regie: Aleksander Hertz
- Das gelobte Land, 1975, Regie: Andrzej Wajda
- Ziemia obiecana, 1978, Fernsehserie, auf der Grundlage des Films von Andrzej Wajda

Die Komödiantin
- Komediantka, 1986, Regie: Jerzy Sztwiertnia
- Komediantka, 1987, Fernsehserie, auf der Grundlage des Films von Jerzy Sztwiertnia